# 会津川口站
會津川口站（日语：／ Aizu-kawaguchi eki */?）一位於福島縣大沼郡金山町，隸屬於東日本旅客鐵道（JR東日本）只見線的一個鐵路車站，本站為直營站，設有站長，但不設有綠窗口。於服務時間外則由會津坂下站管理。

## 車站結構
現時使用中的站舍為1987年3月建成的第二代站舍，共有兩層，是一個具多功能用途的車站建築。地下為車站大堂、地元組織附設的金山町旅遊中心及川口郵政局。二樓則由日本農業協同組合會津綠色金山綜合支店所在地，並提供當地物産銷售。
設有島式月台1個，提供1面2線的配置。近站舍的月台是同時作為上下行列車的停靠月台，而離站舍的月台則用作上行區間車的停泊處。

### 月台配置

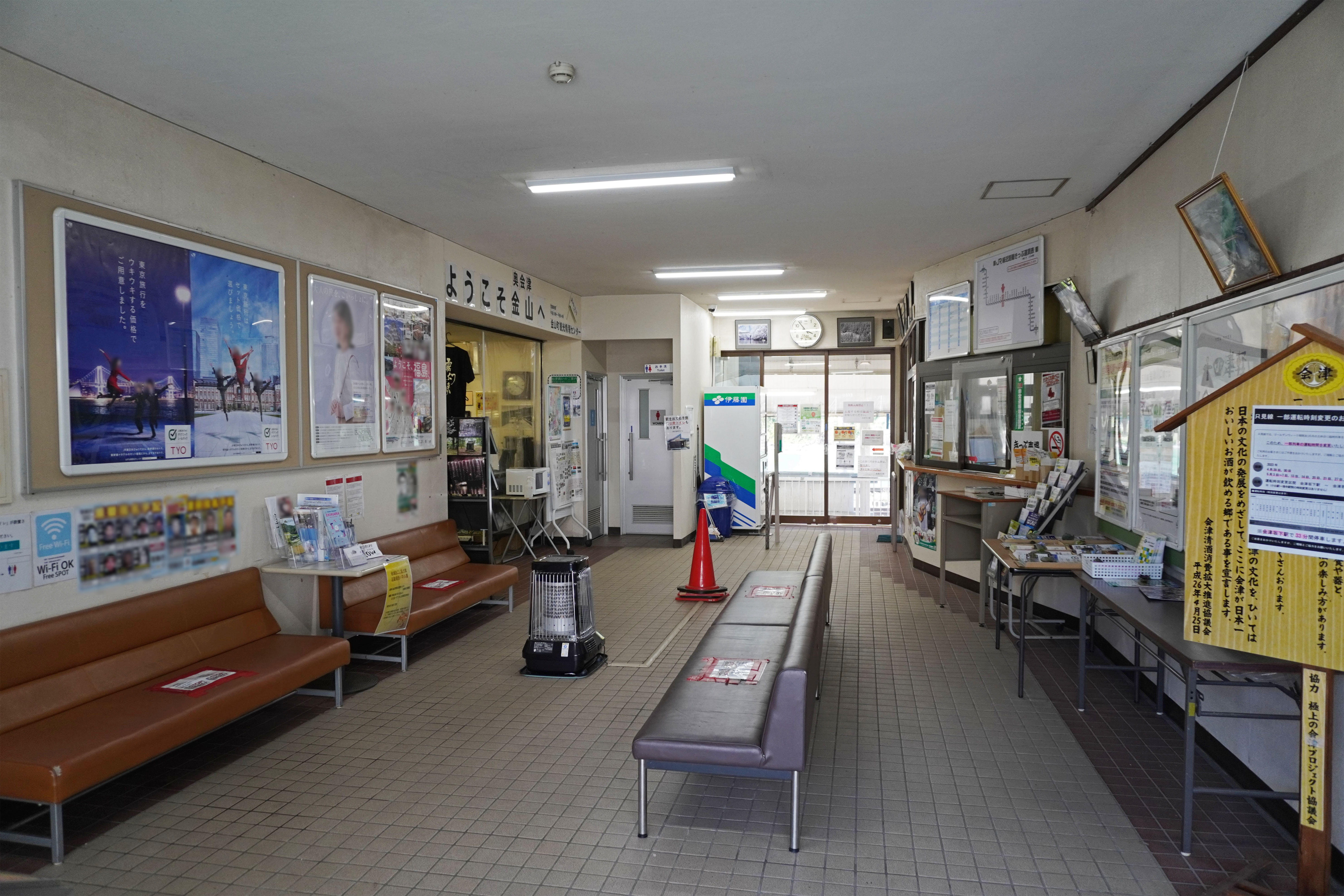
車站內部（2023年4月）

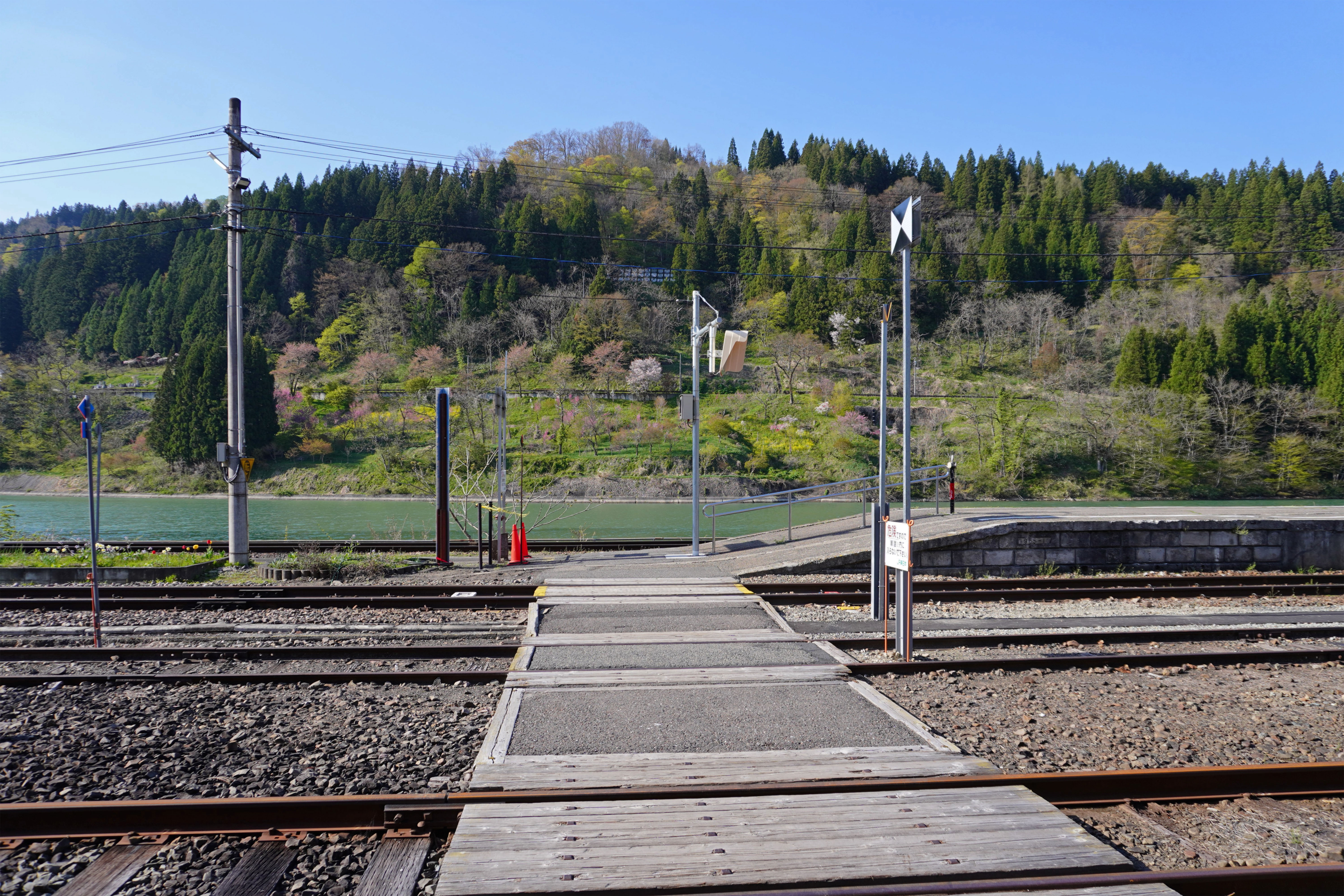
平交道（2023年4月）

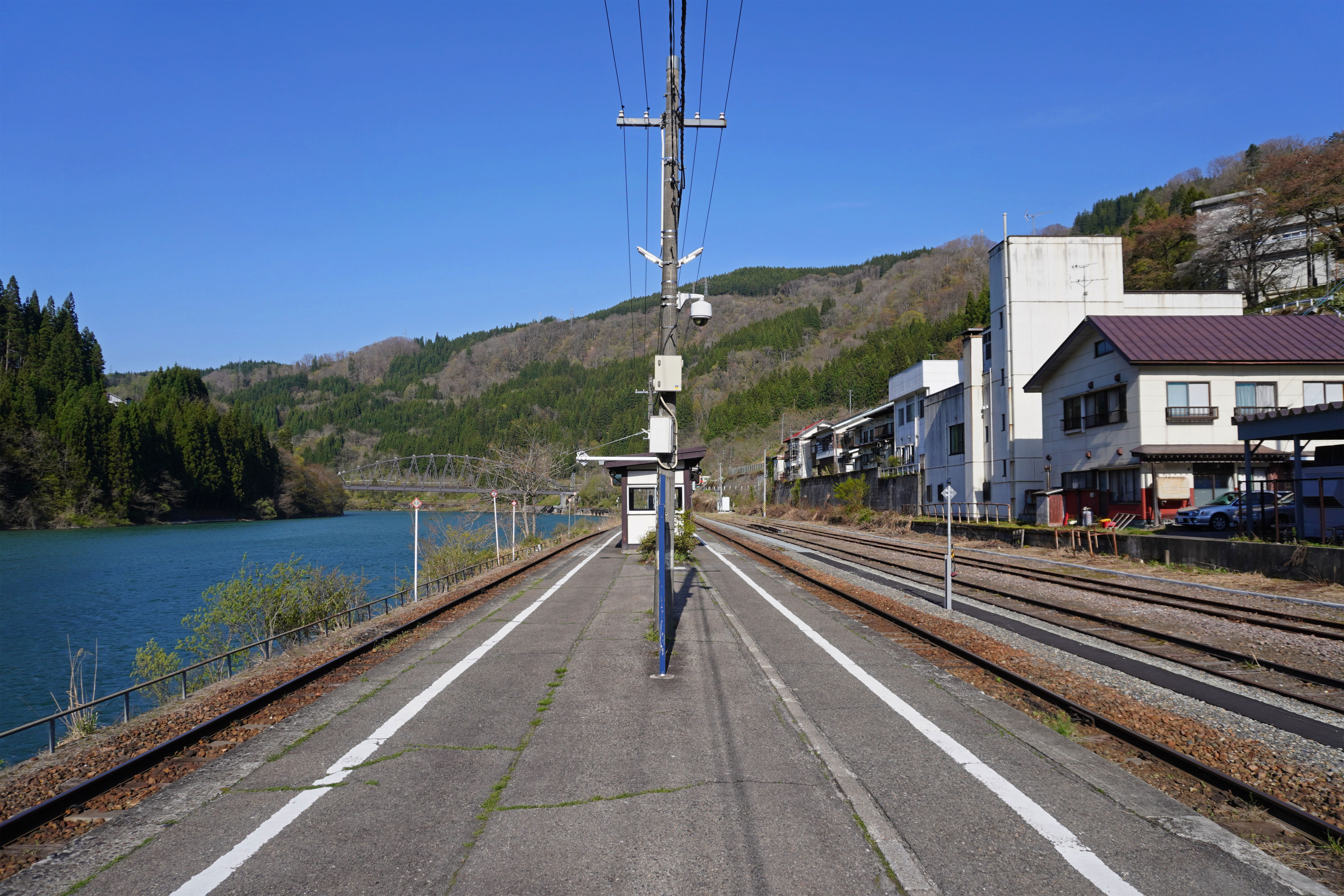
月台（2023年4月）

| 路線    | 方向 | 目的地         |
| ------- | ---- | -------------- |
| ■只見線 | 下行 | 只見、小出方向 |
| ■只見線 | 上行 | 會津若松方向   |

## 歷史
- 1956年9月20日：開業。
- 1957年12月：電源開發由本站至只見站的専用鐵道開通。
- 1961年12月：電源開發専用鐵道停止使用。
- 1963年8月20日：専用鐵道內的設施經調整後，改為客運用途，路線延長至只見站。
- 1982年8月1日：貨物提取服務中止。
- 1984年2月1日：手提行李提取服務中止。
- 1987年4月1日：日本國鐵分割民營化，車站經營權由JR東日本繼承。
- 2011年

- 7月30日：受新潟、福島豪雨影響，暫停行駛。
- 8月26日：會津宮下站～本站～會津大鹽站間改以替代巴士行走。
- 11月1日：替代巴士延長至只見站。
- 12月3日：會津宮下～本站復運，列車可駛至會津若松站。。

- 2012年9月23日：往會津坂下站方向的路軌改用特殊自動閉塞化。
- 2022年10月1日：往小出站方向恢復運作。

## 使用情况
| 乗車人員推算 | 乗車人員推算 |
| 年度         | 1日平均人數  |
| ------------ | ------------ |
| 2000         | 101          |
| 2001         | 99           |
| 2002         | 91           |
| 2003         | 98           |
| 2004         | 90           |
| 2005         | 93           |
| 2006         | 94           |
| 2007         | 92           |
| 2008         | 90           |
| 2009         | 84           |
| 2010         | 84           |
| 2011         | 57           |
| 2012         | 65           |
| 2012         | 66           |

## 相鄰車站
東日本旅客鐵道
■只見線
會津中川－會津川口－本名